# Bride sans mors
Ne doit pas être confondu avec Bride ou Hackamore.

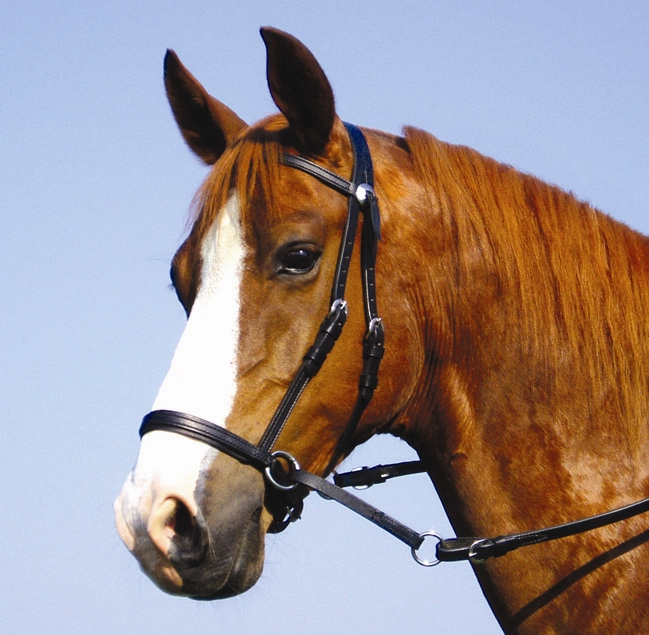
Bride sans mors de type western.

Bride sans mors est le terme générique qui désigne une grande variété de brides pour le cheval ou un autre animal, dépourvues de mors pour le contrôler. Les brides sans mors sont aussi appelées ennasures. Le contrôle de la direction s'effectue grâce à la muserolle ou à un caveçon. Il existe plusieurs types d'ennasures : le licol plat, le side-pull, le cross-under, le hackamore, le collier d'encolure ou licol en corde. Le terme de hackamore fut historiquement le plus utilisé pour désigner toutes les formes de brides sans mors. Cependant, depuis quelques années[Quand ?], de nouveaux systèmes de brides sans mors fonctionnent sans la muserolle lourde des véritables hackamores, faisant appel à des lanières qui se resserrent autour de la tête du cheval pour appliquer une pression de diverses manières. Ceux-ci sont souvent spécifiquement brevetés et commercialisés comme des « brides sans mors » ou ennasures. 

## Histoire

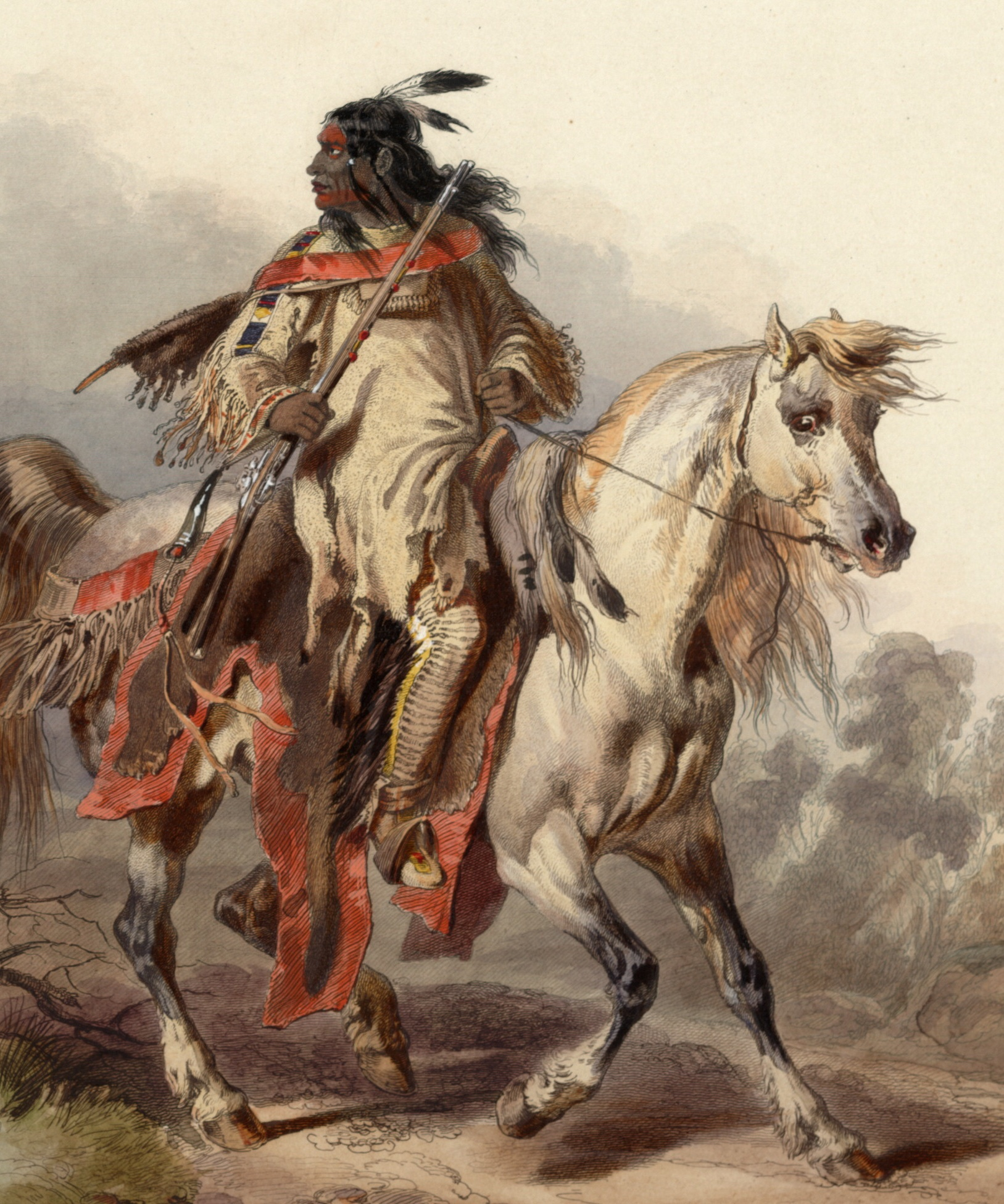
Guerrier Blackfeet montant avec une corde nouée autour de la mâchoire, illustration c. 1840-1843

Les premières brides utilisées au cours de la domestication du cheval étaient probablement des muserolles sans mors, fabriquées avec divers matériaux du type corde, cuir, ou tendon. Cependant, les matériaux utilisés pour fabriquer des équipements autres que les morceaux de métal se désintègrent rapidement. Les preuves archéologiques de la première utilisation de modèles sans mors sont donc difficiles à trouver. La plus ancienne preuve iconographique de l'usage d'une forme de bride sans mors remonte à des représentations de cavaliers Synian, datées d'approximativement - 1400. La domestication du cheval est bien plus ancienne, les premières traces d'usage du mors parmi la culture Botaï remontent à environ 3500-3000 av. J.-C.,. La probabilité est très forte qu'un système de bride ait été utilisé pour maîtriser le cheval avant le développement du mors.
Les anciens Mésopotamiens emploient des brides sans mors qui évoluent vers un objet nommé hakma, une sorte de lourde muserolle tressée dont l'usage remonte au règne de Darius dans l'ancienne Perse, vers - 500. Cet objet est précurseur du hackamore de style bosal et du caveçon français, en particulier le modèle moderne employé pour le travail à la longe.
Certains modèles modernes de brides sans mors sont issus de la bride de sécurité sans mors, un objet déposé en 1893, puis amélioré en 1912 et 1915.

## Utilisation

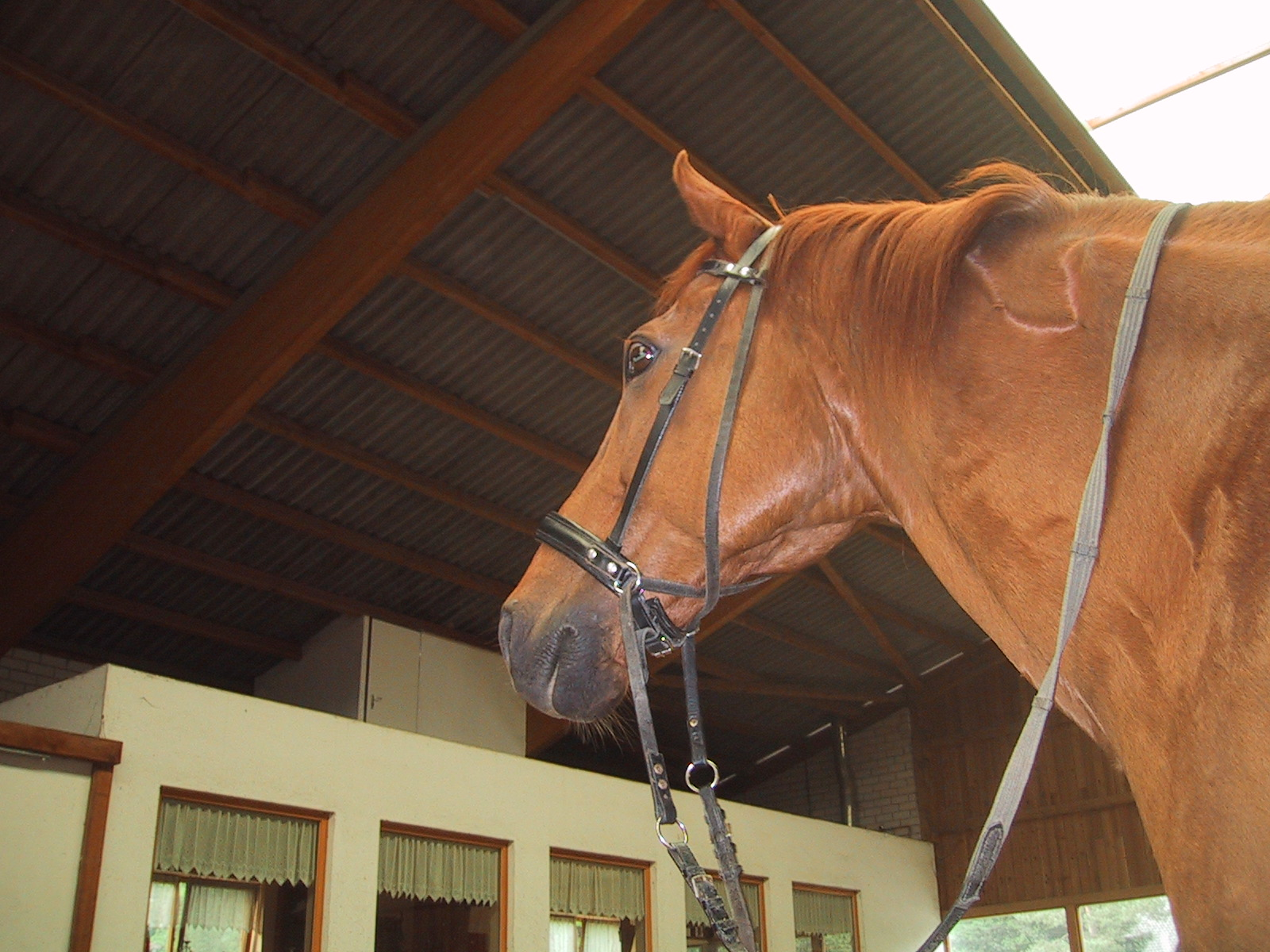
Bride sans mors, vue du dessous

Une bride sans mors agit par pression sur des parties de la tête du cheval, telles que le nez et les joues, mais jamais sur la bouche. L'usage d'un tel objet est variable. Il peut être adapté au dressage des jeunes chevaux, en cas de blessure buccale ou de sensibilité au mors, ou par simple préférence de l'utilisateur. Des brides sans mors sont souvent employées en endurance, en randonnée, et par les cavaliers adeptes de l'équitation éthologique. Il arrive d'en voir dans d'autres disciplines comme en CSO (Course de Saut d'Obstacles). 
L'usage de la bride sans mors fait face à de grosses appréhensions chez les cavaliers qui ont peur de ne pas pouvoir contrôler leur cheval. Aujourd'hui, son usage tend à se démocratiser. 

## Controverses

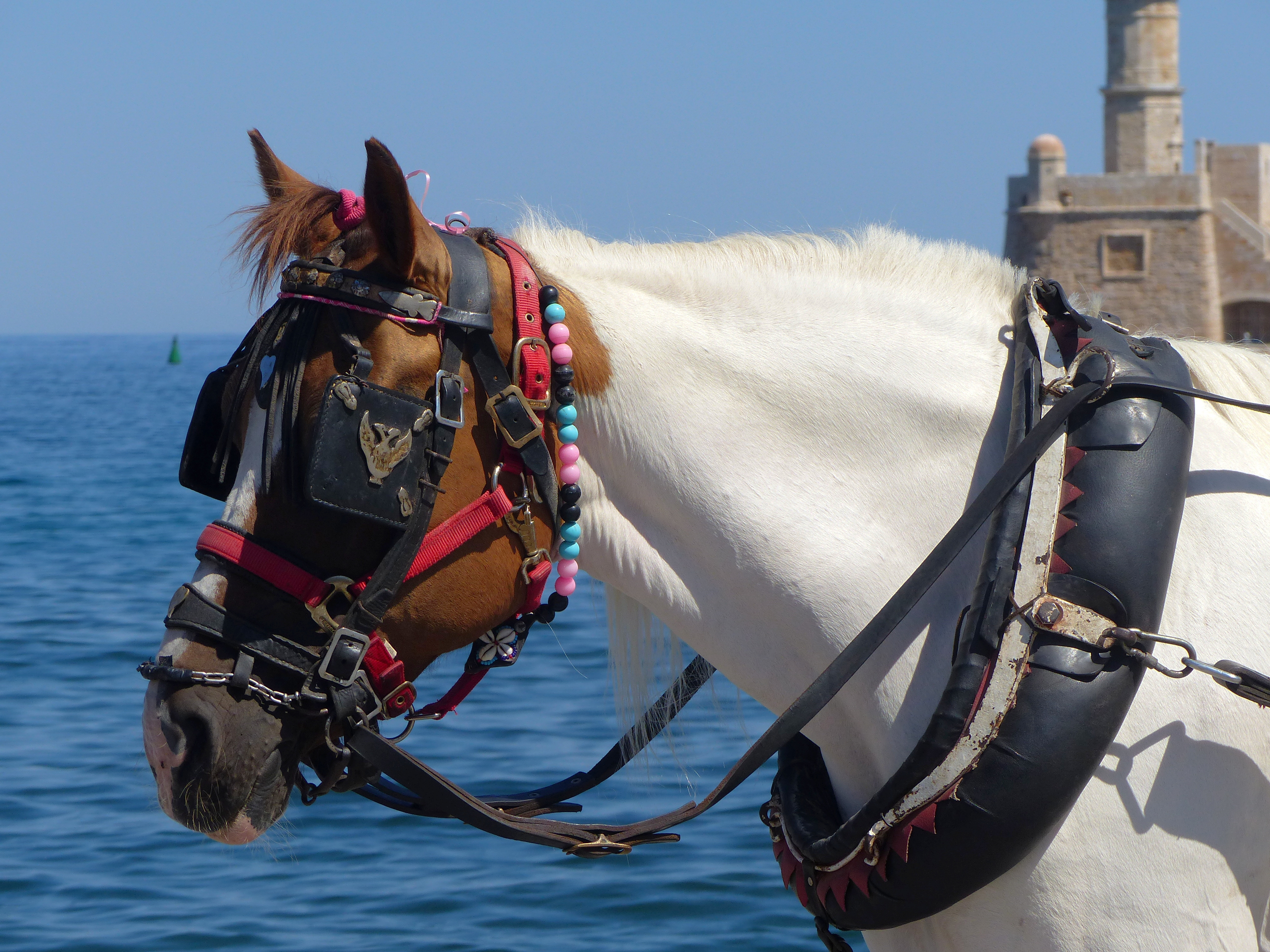
Cheval attelé sans mors à La Canée.

Les avantages des brides sans mors sur celles avec mors sont controversés. Les hackamores et autres brides sans mors sont couramment utilisés pour les jeunes chevaux, en particulier si le cheval est débourré au moment où les dents permanentes font leur apparition. L'animal peut donc avoir des problèmes avec le mors dans sa bouche. Cependant les équitants plus traditionnels forment le jeune cheval un ou deux ans après la pousse des dents. Certains promoteurs de brides sans mors encouragent leur utilisation durant toute la vie du cheval. Il est suggéré que le mors cause des problèmes physiques et mentaux chez le cheval.
L'usage du mors peut provoquer des blessures tissulaires sur les muqueuses de la barre. Ces lésions peuvent s'installer à cause d'une main trop dure ou une utilisation répétée de mors non adaptés. Elles sont source de périostites mandibulaires et plus généralement de blessures à la commissure des lèvres. Elles sont graduellement touchées, calleuses et craquées jusqu'au sang. Les muqueuses de la langue ne sont pas non plus épargnées lorsque le mors est mal réglé.  
Les défenseurs des brides traditionnelles notent que, comme toute pièce de harnachement, une bride sans mors peut devenir un instrument douloureux entre de mauvaises mains. Un autre problème important de la bride sans mors est que le rassembler tel qu'il est requis en dressage devient plus difficile, voire impossible. Tout mouvement latéral de la tête du cheval doit être demandé par le cavalier à travers des tractions de rênes, voire de grands mouvements des mains ou du bras.
Il y a également débat pour savoir s'il est possible d'atteler un cheval sans mors.